# Thuyền rồng tại Đại hội Thể thao châu Á 2010
Thuyền rồng tại Đại hội Thể thao châu Á 2010 được tổ chức tại Quảng Châu, Trung Quốc từ ngày 18 đến ngày 20 tháng 11 năm 2010. Tất cả các nội dung đều được diễn ra tại Hồ Thuyền rồng Tăng Thành.

## Lịch thi đấu
| H | Heats | R | Repechages | CK | Chung kết |

| ND↓/Ngày → | 18/11 Thứ 5 | 18/11 Thứ 5 | 18/11 Thứ 5 | 19/11 Thứ 6 | 19/11 Thứ 6 | 19/11 Thứ 6 | 20/11 Thứ 7 | 20/11 Thứ 7 | 20/11 Thứ 7 |
| ---------- | ----------- | ----------- | ----------- | ----------- | ----------- | ----------- | ----------- | ----------- | ----------- |
| Nam 250 m  |             |             |             |             |             |             | H           | R           | CK          |
| Nam 500 m  |             |             |             | H           | R           | CK          |             |             |             |
| Nam 1000 m | H           | R           | CK          |             |             |             |             |             |             |
| Nữ 250 m   |             |             |             |             |             |             | H           | R           | CK          |
| Nữ 500 m   |             |             |             | H           | R           | CK          |             |             |             |
| Nữ 1000 m  | H           | R           | CK          |             |             |             |             |             |             |

## Danh sách huy chương

### Nữ
| Nội dung | Vàng | Bạc | Đồng |
| -------- | --- | --- | --- |
| 250 m    | Trung Quốc · Cao Lina · Chen Lulu · Cong Linlin · Huang Yi · Li Jiadai · Li Yuanyuan · Liang Liping · Liang Zhuanhao · Liang Ziyu · Liu Jia · Liu Xuelian · Lun Jinyi · Luo Xin · Peng Chun · Qu Xue · Song Yanbing · Wang Lin · Wu Yongfang · Xia Shiying · Yu Zhanxin · Zhang Guolong · Zhao Yanna · Zhou Yamin · Zhu Songsong | Indonesia · Wina Apriani · Sarce Aronggear · Dayumin · Astri Dwijayanti · Yulanda Ester Entong · Farida · Raudani Fitra · Fitri Ayu · Hasnah · Tika Inderiyani · Yunita Kadop · Masripah · Minawati · Novita Sari · Ririn Nurparida · Cici Pramita · Riska Elpia Ramadani · Royani Rais · Rasima · Salwiah · Kanti Santyawati · Suhartati · Wahyuni · Since Litashova Yom | Thái Lan · Chariyarat Ananchai · Sairawee Boonplong · Nattakant Boonruang · Woraporn Boonyuhong · Jaruwan Chaikan · Kornkaew Chantaniyom · Pet Kawong · Auncharee Khuntathong · Sirinya Klongjaroen · Pemika Metsuwan · Pranchalee Moonkasem · Pratumrat Nakuy · Narissara Namsilee · Nipaporn Nopsri · Tanaporn Panid · Supatra Pholsil · Ngamfah Photha · Pattaya Sangkumma · Ravisara Sungsuwan · Rungpailin Sungsuwan · Kanya Tachuenchit · Chutikan Thanawanutpong · Suporn Thussoongnern · Patcharee Tippayamonton |
| 500 m    | Trung Quốc · Cao Lina · Chen Lulu · Cong Linlin · Huang Yi · Li Jiadai · Li Yuanyuan · Liang Liping · Liang Zhuanhao · Liang Ziyu · Liu Jia · Liu Xuelian · Lun Jinyi · Luo Xin · Peng Chun · Qu Xue · Song Yanbing · Wang Lin · Wu Yongfang · Xia Shiying · Yu Zhanxin · Zhang Guolong · Zhao Yanna · Zhou Yamin · Zhu Songsong | Indonesia · Wina Apriani · Sarce Aronggear · Dayumin · Astri Dwijayanti · Yulanda Ester Entong · Farida · Raudani Fitra · Fitri Ayu · Hasnah · Tika Inderiyani · Yunita Kadop · Masripah · Minawati · Novita Sari · Ririn Nurparida · Cici Pramita · Riska Elpia Ramadani · Royani Rais · Rasima · Salwiah · Kanti Santyawati · Suhartati · Wahyuni · Since Litashova Yom | Thái Lan · Chariyarat Ananchai · Sairawee Boonplong · Nattakant Boonruang · Woraporn Boonyuhong · Jaruwan Chaikan · Kornkaew Chantaniyom · Pet Kawong · Auncharee Khuntathong · Sirinya Klongjaroen · Pemika Metsuwan · Pranchalee Moonkasem · Pratumrat Nakuy · Narissara Namsilee · Nipaporn Nopsri · Tanaporn Panid · Supatra Pholsil · Ngamfah Photha · Pattaya Sangkumma · Ravisara Sungsuwan · Rungpailin Sungsuwan · Kanya Tachuenchit · Chutikan Thanawanutpong · Suporn Thussoongnern · Patcharee Tippayamonton |
| 1000 m   | Trung Quốc · Cao Lina · Chen Lulu · Cong Linlin · Huang Yi · Li Jiadai · Li Yuanyuan · Liang Liping · Liang Zhuanhao · Liang Ziyu · Liu Jia · Liu Xuelian · Lun Jinyi · Luo Xin · Peng Chun · Qu Xue · Song Yanbing · Wang Lin · Wu Yongfang · Xia Shiying · Yu Zhanxin · Zhang Guolong · Zhao Yanna · Zhou Yamin · Zhu Songsong | Indonesia · Wina Apriani · Sarce Aronggear · Dayumin · Astri Dwijayanti · Yulanda Ester Entong · Farida · Raudani Fitra · Fitri Ayu · Hasnah · Tika Inderiyani · Yunita Kadop · Masripah · Minawati · Novita Sari · Ririn Nurparida · Cici Pramita · Riska Elpia Ramadani · Royani Rais · Rasima · Salwiah · Kanti Santyawati · Suhartati · Wahyuni · Since Litashova Yom | Thái Lan · Chariyarat Ananchai · Sairawee Boonplong · Nattakant Boonruang · Woraporn Boonyuhong · Jaruwan Chaikan · Kornkaew Chantaniyom · Pet Kawong · Auncharee Khuntathong · Sirinya Klongjaroen · Pemika Metsuwan · Pranchalee Moonkasem · Pratumrat Nakuy · Narissara Namsilee · Nipaporn Nopsri · Tanaporn Panid · Supatra Pholsil · Ngamfah Photha · Pattaya Sangkumma · Ravisara Sungsuwan · Rungpailin Sungsuwan · Kanya Tachuenchit · Chutikan Thanawanutpong · Suporn Thussoongnern · Patcharee Tippayamonton |

## Bảng tổng sắp huy chương
| Hạng               | Đoàn               | Vàng | Bạc | Đồng | Tổng số |
| ------------------ | ------------------ | ---- | --- | ---- | ------- |
| 1                  | Indonesia (INA)    | 3    | 3   | 0    | 6       |
| 2                  | Trung Quốc (CHN)   | 3    | 0   | 2    | 5       |
| 3                  | Myanmar (MYA)      | 0    | 3   | 0    | 3       |
| 4                  | Thái Lan (THA)     | 0    | 0   | 3    | 3       |
| 5                  | Hàn Quốc (KOR)     | 0    | 0   | 1    | 1       |
| Tổng số (5 đơn vị) | Tổng số (5 đơn vị) | 6    | 6   | 6    | 18      |

## Quốc gia tham dự
Tổng cộng có 407 vận động viên đến từ 11 quốc gia tranh tài bộ môn Thuyền rồng tại Đại hội Thể thao châu Á 2010:
- Trung Quốc (47)
- Đài Bắc Trung Hoa (24)
- Hồng Kông (24)
- Indonesia (48)
- Iran (48)
- Nhật Bản (24)
- Ma Cao (48)
- Myanmar (24)
- Singapore (48)
- Hàn Quốc (24)
- Thái Lan (48)